# Stratford (Quebec)
Stratford	es un municipio-cantón de la provincia de Quebec en Canadá. Está ubicado en el municipio regional de condado de Le Granit y a su vez, en la región administrativa de Estrie. Hace parte de las circunscripciones electorales de Mégantic a nivel provincial y de Mégantic—L'Érable a nivel federal.

## Geografía
Stratford se encuentra ubicada en las coordenadas 45°47′00″N 72°12′00″O / 45.78333, -72.20000. Según Statistique Canada, tiene una superficie total de 120.45 km² y es una de las 1135 municipalidades en las que está dividido administrativamente el territorio de la provincia de Quebec.

## Demografía
Según el censo de Canadá de 2011, había 1062 personas residiendo en este cantón con una densidad de población de 8.8 hab./km². Los datos del censo mostraron que de las 1086 personas en 2006, en 2011 el cambio poblacional fue de -24 habitantes (-2.2%). El número total de inmuebles particulares resultó de 913 con una densidad de 7.58 inmuebles por km². El número total de viviendas particulares que se encontraban ocupadas por residentes habituales fue de 488.